# Babamunida brucei
Babamunida brucei is een tienpotigensoort uit de familie van de Munididae. De wetenschappelijke naam van de soort is voor het eerst geldig gepubliceerd in 1974 door Baba.